# Diosma thyrsophora
Diosma thyrsophora är en vinruteväxtart som beskrevs av Eckl. & Zeyh.. Diosma thyrsophora ingår i släktet Diosma och familjen vinruteväxter. Inga underarter finns listade i Catalogue of Life.